# Хён, Вальтер
Вальтер Хён (нем. Walter Höhn; 29 августа 1880, Бермсгрюн, ныне в составе Шварценберга — 16 сентября 1953, Мюнхен) — немецкий музыкальный педагог и дирижёр.
Сын инженера. Окончил гимназию в Айзенахе, затем в 1900—1905 гг. учился в Веймарской оркестровой школе. Играл на скрипке в оркестрах, занимался композицией, в 1908 году его концертштюк для скрипки с оркестром был исполнен в Лозанне; Хёну также принадлежат две оркестровые увертюры, мелкие инструментальные пьесы. В 1910—1918 гг. преподавал композицию и теорию музыки в Дортмунде и Бохуме. Далее работал в Ганновере, в 1918—1927 гг. возглавлял хор и оркестр Моцартовского общества, в этом качестве внёс заметный вклад в популяризацию музыки Георга Фридриха Генделя в регионе. C 1919 года входил в состав руководства Ганноверской городской консерватории, в 1934—1942 гг. её директор. С 1945 года руководил работами по восстановлению разбомблённого здания консерватории, в 1946—1952 гг. вновь возглавлял её